# Cristian Bucchi
Cristian Bucchi (ur. 30 maja 1977 w Rzymie) – włoski piłkarz występujący na pozycji napastnika oraz trener.

## Kariera klubowa
Cristian Bucchi jest wychowankiem klubu Sambenedettese. W 1998 roku trafił do Perugii, gdzie zadebiutował w Serie A. Jako gracz Perugii występował w trzech sezonach najlepszej ligi we Włoszech – w sumie 37 meczów i 6 bramek. W międzyczasie był wypożyczany do klubów z Serie B – Vicenzy, Ternany i Catanii. W 2003 roku na krótko związał się z Cagliari Calcio. Potem był graczem Ancony (5 goli w 12 meczach Serie A), Ascoli (17 bramek w 41 meczach Serie B) i Modeny (29 trafień w 41 spotkaniach zaplecza Serie A). W 2006 roku przeszedł do SSC Napoli. Mimo iż w pierwszym sezonie w barwach błękitnych strzelił 8 bramek w 29 meczach, to kolejne trzy sezony spędził na wypożyczeniu: w Sienie, Ascoli, Bologni i Cesenie. Na sezon 2010/2011 powrócił do kadry Napoli. W 2011 roku był wypożyczony do Pescary. W tym samym roku zakończył karierę.

## Kariera reprezentacyjna
Cristian Bucchi ma na swoim koncie jedną bramkę w trzech meczach reprezentacji Włoch do lat 21.